# Сіннін
Сіннін (кит. спр. 兴宁市, піньїнь: Xīngníng Shì) — місто-повіт в південнокитайській провінції Гуандун, складова міста Мейчжоу.

## Географія
Сіннін розташовується на півночі префектури, лежить на річці Нінцзян на висоті близько 120 метрів над рівнем моря.

### Клімат
Місто знаходиться у зоні, котра характеризується вологим субтропічним кліматом. Найтепліший місяць — липень із середньою температурою 28,5 °C. Найхолодніший місяць — січень, із середньою температурою 12 °С.
| Клімат Сінніна          | Клімат Сінніна | Клімат Сінніна | Клімат Сінніна | Клімат Сінніна | Клімат Сінніна | Клімат Сінніна | Клімат Сінніна | Клімат Сінніна | Клімат Сінніна | Клімат Сінніна | Клімат Сінніна | Клімат Сінніна | Клімат Сінніна |
| Показник                | Січ.           | Лют.           | Бер.           | Квіт.          | Трав.          | Черв.          | Лип.           | Серп.          | Вер.           | Жовт.          | Лист.          | Груд.          | Рік            |
| Середній максимум, °C   | 17,9           | 18,8           | 21,8           | 25,9           | 29,2           | 31,4           | 33,7           | 33,3           | 31,5           | 28,9           | 24,5           | 19,7           | 26,4           |
| Середня температура, °C | 12             | 13,7           | 17             | 21,5           | 24,7           | 26,9           | 28,5           | 28,2           | 25,4           | 23,2           | 18,2           | 13,2           | 21             |
| Середній мінімум, °C    | 8              | 10,2           | 13,5           | 18,1           | 21,3           | 23,7           | 24,8           | 24,7           | 22,9           | 18,9           | 13,7           | 8,8            | 17,4           |
| Норма опадів, мм        | 44.7           | 94.4           | 135            | 200            | 218.3          | 241.6          | 157.8          | 187            | 132.9          | 34.6           | 36             | 35             | 1517.3         |
| Вологість повітря, %    | 74             | 79             | 80             | 81             | 81             | 82             | 78             | 80             | 79             | 73             | 72             | 72             | 77             |
| ----------------------- | -------------- | -------------- | -------------- | -------------- | -------------- | -------------- | -------------- | -------------- | -------------- | -------------- | -------------- | -------------- | -------------- |
| Джерело: data.cma.cn    |                |                |                |                |                |                |                |                |                |                |                |                |                |